# FSV Zwickau
El FSV Zwickau es un club de fútbol de Alemania de la ciudad de Zwickau. Actualmente juega en la Regionalliga Nordost, la cuarta liga de fútbol más importante del país.
Este club fue fundado en el año 1912, siendo un equipo que reclama el legado de equipos como el SG Planitz, campeón de la primera DDR Liga en 1948 y el ZSG Horch Zwickau, campeón en 1950.

## Historia
Su historia tiene varios equipos antecesores, desde la Alemania Oriental. Uno de ellos es el Fußball-Club Planitz, fundado en el año 1912 al sur de Zwickau, cambiando su nombre por el de Planitzer Sportclub poco tiempo después y en 1918 temporalmente se llamaron Sportvereinigung Planitz antes de llamarse SC.
Bajo el Tercer Reich, el fútbol en Alemania desarrolló un cambio a partir de 1933, dividiendo la liga en 6 grupos de primer nivel conocido como Gauliga; Planitz jugó en la Gauliga Sachsen y desarrolló una rivalidad con el Dresdner SC en los años 40.
Para la Segunda Guerra Mundial, el equipo se fusionó con el Sportgruppe Planitz, siendo campeón de los Territorios Ocupados por la Unión Soviética. En 1950 se fusionaron con el BSG Aktivist Steinkohle Zwickau, otro equipo de la posguerra, pero en 1951, algunos jugadores se fueron al BSG Fortschritt Planitz, que en 1990 adoptó el nombre de SV Planitz, mientras que el BSG Aktivist Steinkohle Zwickau cambió el nombre por el de BSG Aktivist Karl-Marx Zwickau en honor al creador del Marxismo.
Luego de malas campañas, el equipo se fusionó con el BSG Motor Zwickau para crear al BSG Sachsenring Zwickau en 1968, mientras que el Planitz continuaba en la Alemania Oriental ocupada por los soviéticos y su visión de Trabajo Socialista como medio de propaganda, que en 1949 cambió de nombre por el de ZSG Horch Zwickau, ganando la primera temporada de la DDR Liga en 1949/50. En 1950 se fusionó con el BSG Aktivist Steinkohle Zwickau para crear al Betriebbsportgemeinschaft Horch Zwickau.
En 1968 se fusionaron con el Aktivist Karl Marx Zwickau para crear al BSG Sachsenring Zwickau, el cual usaron hasta 1990, cuando adoptaron el nombre que llevan actualmente.
Luego de la Reunificación de Alemania, el equipo comenzó a jugar en la Oberliga, la tercera liga en importancia en el país en aquel entonces, obteniendo el ascenso a la 2. Bundesliga 4 años después. Problemas financieros mandaron al Zwickau a la Landesliga, la quinta liga de ese tiempo.

### Nombres utilizados
- 1949–1950 - Horch Zwickau
- 1950–1968 - Motor Zwickau
- 1968–1990 - Sachsenring Zwickau

## Entrenadores Desde 1949
Referencia.
| - Fritz Müller (1949) - Hans Ulbricht (1949/50) - Herbert Melzer (1950) - Erich Dietel (1950/55) - Hans Höfer (1955/57) - Karl Dittes (1957/64) - Horst Oettler (1964/65) - Heinz Werner (1965/66) - Horst Oettler (1966/67) - Joachim Seiler (1967/68) | - Manfred Fuchs (1968/69) - Horst Scherbaum (1969/71) - Karl-Heinz Kluge (1971/76) - Hans Speth (1976/78) - Gerhard Bäßler (1978/79) - Peter Henschel (1979/81) - Gerald Kunstmann (1981/82) - Manfred Kupferschmied (1982/84) - Jürgen Croy (1984/88) - Udo Schmuck (1988/91) | - Gerd Schädlich (1991/96) - Joachim Streich (1996/97) - Heinz Werner (1997) - Charly Körbel (1997/98) - Hans-Uwe Pilz (1998) - Hans-Jürgen Dörner (1998/99) - Hans-Uwe Pilz (1999) - Konrad Weise (1999/02) - Robby Doege (2002/03) - Peter Brändel (2003) | - Bernd Tipold (2003/04) - Jens Große (2003/04) - Klaus Georgi (2005) - Uwe Ferl (2005/06) - Heinz Dietzsch (2006/07) - Peter Keller (2007/09) - Dirk Barsikow (2009) - Matthias Zimmerling (2009/10) - Dirk Barsikow (2010) - Nico Quade (2010/12) - Thorsten Ziegner (2012/18) - Danny König (2018) - Joe Enochs (desde 03/2018) |

## Jugadores

### Jugadores destacados
- Jürgen Croy
- Heinz Satrapa
- Dwayne De Rosario
- Olegs Karavajevs

## Palmarés
El equipo ha ganado 8 títulos tanto en Alemania, como en la antigua Alemania Oriental.
A nivel internacional ha participado en 3 torneos continentales, donde su mejor participación ha sido en la Recopa de Europa de Fútbol de 1975/76, en la que avanzó hasta las Semifinales.
- DDR-Oberliga: 2

1948, 1949/50
- Copa de fútbol de la RDA: 3

1963, 1967, 1975
- Gauliga Sachsen: 1

1942
- Regionalliga Nordost: 1

2016
- Oberliga: 2

1994 (tercera división), 2012 (quinta división)

## Participación en competiciones de la UEFA
| Temporada | Competición      | Ronda | Club             | Cómputo global | Ida     | Vuelta   |
| --------- | ---------------- | ----- | ---------------- | -------------- | ------- | -------- |
| 1963/64   | Recopa de Europa | 1R    | MTK Budapest     | 1-2            | 1-0 (C) | 0-2 (F)  |
| 1967/68   | Recopa de Europa | 1R    | Torpedo Moscú    | 0-1            | 0-0 (F) | 0-1 (C)  |
| 1975/76   | Recopa de Europa | 1R    | Panathinaikos FC | 2-0            | 0-0 (F) | 2-0 (C)  |
| 1975/76   | Recopa de Europa | 1/8   | ACF Fiorentina   | 1-1 (5-4 ns)   | 0-1 (F) | 1-0 (C)  |
| 1975/76   | Recopa de Europa | 1/4   | Celtic FC        | 2-1            | 1-1 (F) | 1-0 (CT) |
| 1975/76   | Recopa de Europa | 1/2   | RSC Anderlecht   | 0-5            | 0-3 (C) | 0-2 (F)  |